# XX Virginis
XX Virginis är en pulserande variabel av XX Virginis-typ (AHB1) i stjärnbilden Jungfrun. Den är prototypstjärna för en grupp av variabler som i Hertzsprung–Russell-diagrammet befinner sig ovanför huvudserien och pulserar med perioder på mellan 0,8 och 3 dygn. De uppvisar högst asymmetriska ljuskurvor med stor amplitud, med ljusökningar på mer än 25 procent. De har låg metallicitet och har låga massor och högre luminositet än motsvarande RR Lyrae-stjärnor.
Stjärnan varierar mellan visuell magnitud +11,55 och 12,78 med en period av 1,3482051 dygn.